# Cyclatemnus equestroides
Espèce
Synonymes
- Chelifer equestroides Ellingsen, 1906

Cyclatemnus equestroides est une espèce de pseudoscorpions de la famille des Atemnidae.

## Distribution
Cette espèce se rencontre au Gabon, en Guinée équatoriale, à Sao Tomé-et-Principe et en Guinée-Bissau.

## Description
Le mâle mesure 3,9 mm et la femelle 4,2 mm.

## Publication originale
- Ellingsen, 1906 : Report on the pseudoscorpions of the Guinea Coast (Africa) collected by Leonardo Fea. Annali del Museo Civico di Storia Naturale di Genova, sér. 3, vol. 2, p. 243-265 (texte intégral).